# Lün
Lün (mongoliska: Лүн Сум, Лүн, Lün Sum) är ett distrikt i Mongoliet.   Det ligger i provinsen Töv, i den centrala delen av landet, 120 km väster om huvudstaden Ulaanbaatar.